# Die 500 besten Alben aller Zeiten (Rolling Stone)
The 500 Greatest Albums of All Time (englisch; deutsch übersetzt mit „Die 500 besten Alben aller Zeiten“) ist eine im Jahr 2003 von der Musikzeitschrift Rolling Stone veröffentlichte Liste der gemäß einer Abstimmung „größten“ Alben der Populärmusik aller Zeiten. Sie beruht auf der Abstimmung von 273 Musikern, Kritikern und Plattenfirmen. Bei der Aufstellung handelte es sich zunächst um die Liste des US-Muttermagazines. Im Jahr darauf erschien in der deutschen Ausgabe eine ähnlich bezeichnete, aber nicht identische Liste, bei der die Abstimmung ergänzt wurde. Zudem wurden auch deutschsprachige Künstler berücksichtigt.
Im November 2004 folgte in der US-Ausgabe eine The 500 Greatest Songs of All Time genannte Liste. 2009 machte das Magazin erneut eine Umfrage und veröffentlichte eine aktualisierte Ausgabe der Liste.
2020 wurde die Liste komplett überarbeitet und durch eine neue Jury erstellt.

## Die US-Liste 2003

### Die ersten Zehn
1. Sgt. Pepper’s Lonely Hearts Club Band, The Beatles
2. Pet Sounds, The Beach Boys
3. Revolver, The Beatles
4. Highway 61 Revisited, Bob Dylan
5. Rubber Soul, The Beatles
6. What’s Going On, Marvin Gaye
7. Exile on Main St., The Rolling Stones
8. London Calling, The Clash
9. Blonde on Blonde, Bob Dylan
10. The Beatles, The Beatles

### Kritik
Die Auswahl blieb nicht ohne Widerspruch. Besonders kritisiert wurde
- sie sei zu sehr auf die 1960er und 1970er Jahre fokussiert;
- Rock werde zu sehr bevorzugt, Jazz und Hip-Hop seien benachteiligt und bestimmte Rock-Genres wie Progressive Rock und Metal so gut wie nicht vertreten;
- obwohl sechs der ersten zehn Alben aus Großbritannien stammten (vier von den Beatles, eines von den Rolling Stones und eines von The Clash), seien die US-amerikanischen Produktionen übergewichtet;
- es seien fast ausnahmslos englischsprachige Alben gelistet;
- nachträgliche Greatest-Hits- und Best-of-Kompilationen hätten auf so einer Liste eigentlich gar nichts verloren;
- teilweise widersprechen die Platzierungen in der Liste früheren Rezensionen von Alben durch dasselbe Magazin, wie zum Beispiel Nevermind von Nirvana, das in der US-Liste Platz 17 für sich beansprucht, in der ursprünglichen Wertung jedoch nur drei von fünf Sternen erhalten hat.[2]

Trotzdem wurde die Liste einflussreich und sie ist es geblieben. Medien, Fans und Händler weisen immer wieder auf die Platzierung eines bestimmten Albums auf dieser Liste hin. Letztendlich gestanden aber auch einige US-amerikanische Experten, die zunächst Kritiker dieser Liste waren, sie gebe einen zufriedenstellenden Überblick zu einflussreicher und guter Musik.

### Die am häufigsten vertretenen Interpreten
- The Beatles – elfmal, davon vier Alben in den Top Ten einschließlich Platz 1 für Sgt. Pepper’s Lonely Hearts Club Band
- Bob Dylan sowie The Rolling Stones – je zehnmal
- Bruce Springsteen – achtmal
- The Who – siebenmal
- David Bowie und Elton John – je sechsmal
- The Byrds, Led Zeppelin, Bob Marley & the Wailers, Otis Redding, U2, Radiohead sowie Neil Young – je fünfmal

### Verteilung nach Epoche
- 1950er Jahre und davor – 29 Alben (5,8 %)
- 1960er Jahre – 126 (25,2 %)
- 1970er Jahre – 183 (36,6 %)
- 1980er Jahre – 088 (17,6 %)
- 1990er Jahre – 061 (12,2 %)
- 2000er Jahre – 013 (02,6 %)

## Die Liste von 2005

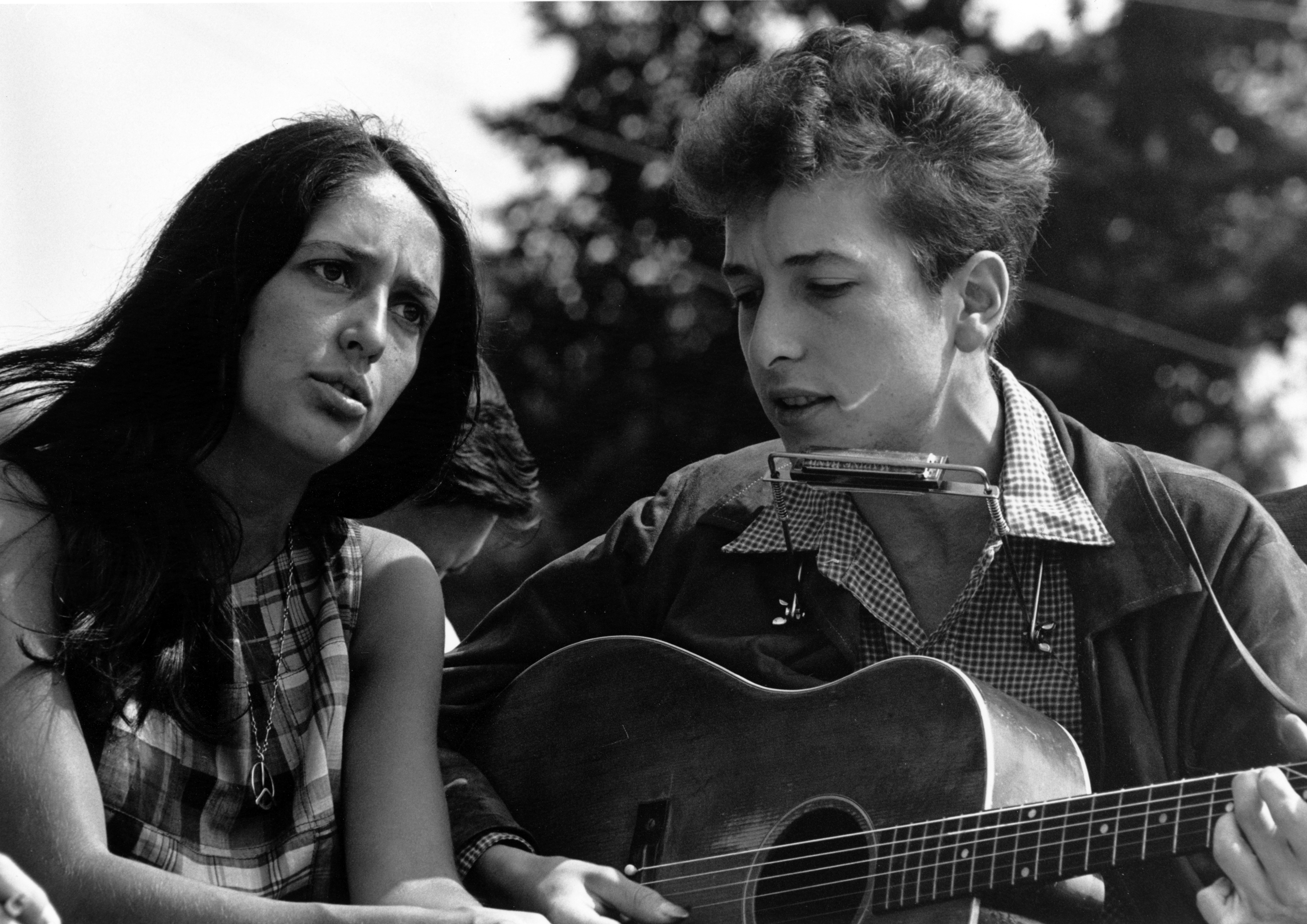
Bob Dylan mit Joan Baez (1963)

2005 wurde in Buchform eine neue, leicht überarbeitete Liste vom Herausgeber Joe Levy veröffentlicht. Dabei wurden insbesondere Compilation-Alben herausgenommen.
Die ersten Zehn
1. Blonde on Blonde, Bob Dylan
2. Revolver, The Beatles
3. Exile on Main St., The Rolling Stones
4. The Velvet Underground & Nico, The Velvet Underground
5. The Beatles, The Beatles
6. Never Mind the Bollocks, Here’s the Sex Pistols, The Sex Pistols
7. Nevermind, Nirvana
8. Pet Sounds, The Beach Boys
9. Born to Run, Bruce Springsteen
10. Sgt. Pepper’s Lonely Hearts Club Band, The Beatles

## Die US-Liste 2012
2012 wurde die Liste noch einmal überarbeitet veröffentlicht. Dazu wurden zu den 271 Künstlern, die 2003 befragt wurden, weitere 100 Experten befragt. Diese Anpassung hatte zur Folge, dass 38 Alben dazukamen, 16 davon waren zur Zeit der ursprünglichen Liste noch nicht erschienen. An der ursprünglichen Top 10 änderte sich nichts.

### Verteilung nach Epoche
- 1950er Jahre und davor – 10 Alben (2,0 %)
- 1960er Jahre – 105 (21,0 %)
- 1970er Jahre – 186 (37,2 %)
- 1980er Jahre – 84 (16,8 %)
- 1990er Jahre – 73 (14,5 %)
- 2000er Jahre – 40 (8,0 %)
- 2010er Jahre – 2 (0,4 %)

## Die US-Liste 2020

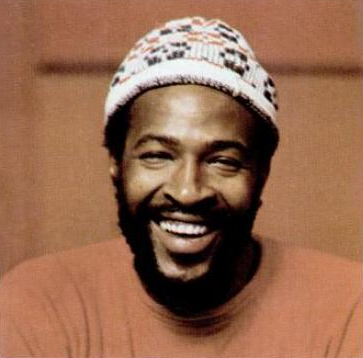
Marvin Gaye ca. 1974

### Die ersten Zehn
1. What’s Going On, Marvin Gaye
2. Pet Sounds, The Beach Boys
3. Blue, Joni Mitchell
4. Songs in the Key of Life, Stevie Wonder
5. Abbey Road, The Beatles
6. Nevermind, Nirvana
7. Rumours, Fleetwood Mac
8. Purple Rain, Prince and The Revolution
9. Blood on the Tracks, Bob Dylan
10. The Miseducation of Lauryn Hill, Lauryn Hill

### Auswahl
Am 22. September 2020 wurde eine neue Liste veröffentlicht. Hierzu wurden 300 Journalisten und Musiker, darunter Billie Eilish, Beyoncé, Raekwon und The Edge nach ihren 50 Lieblingsalben befragt. Die neue Liste unterscheidet sich gravierend von der alten. 154 Alben sind neu dabei. Zum besten Album wurde What’s Going On von Marvin Gaye gekürt. Auch finden sich nun zahlreiche Rap- und Hip-Hop-Alben in der Liste. Etwa die Hälfte der vertretenen Künstler ist nun schwarz. Die meisten Platzierungen im Vergleich zur Originalliste haben The Beatles verloren, die nicht nur entthront wurden, lediglich Abbey Road findet sich noch in den Top 10.

### Die am häufigsten vertretenen Interpreten
- The Beatles – elfmal, davon ein Album in den Top Ten
- Bob Dylan – achtmal, davon eines mit The Band und eines in den Top Ten
- Neil Young – siebenmal, davon eines mit Crosby, Stills, Nash & Young und zwei mit Neil Young & Crazy Horse
- Kanye West und The Rolling Stones – je sechsmal
- Led Zeppelin, Bruce Springsteen und David Bowie – je fünfmal

### Verteilung nach Epoche
- 1950er Jahre und davor – 9 Alben (1,8 %)
- 1960er Jahre – 74 (14,8 %)
- 1970er Jahre – 157 (31,4 %)
- 1980er Jahre – 71 (14,2 %)
- 1990er Jahre – 103 (20,6 %)
- 2000er Jahre – 50 (10,0 %)
- 2010er Jahre – 36 (7,2 %)

## Listen international

### 2007
- Rolling Stone Brazil’s Os 100 maiores discos da música brasileira
- Rolling Stone Argentina’s, 100 mejores discos del rock nacional[6]
- Rolling Stone Indonesia’s 150 Album Indonesia Terbaik
- Rolling Stone Japan’s 100 Greatest Japanese Rock Albums

### 2008
- Rolling Stone Chile’s Los 50 mejores discos chilenos

### 2010
- Rolling Stone France’s 100 disques essentiels du rock français[7]
- Rolling Stone Spain’s Los 50 mejores discos del rock español[8]
- Rolling Stone Germany’s Die 50 besten deutschen Alben[9]

### Die ersten Zehn der deutschen Liste
1. Monarchie und Alltag, Fehlfarben
2. Die Mensch-Maschine, Kraftwerk
3. Neu!, Neu!
4. Keine Macht für Niemand, Ton Steine Scherben
5. Trio, Trio
6. Ideal, Ideal
7. Weißes Papier, Element of Crime
8. ½ Mensch, Einstürzende Neubauten
9. Autobahn, Kraftwerk
10. Trans Europa Express, Kraftwerk